# Llallagua
Llallagua (Quechua: „Llallawa“) ist eine Kleinstadt im Departamento Potosí im Hochland des südamerikanischen Anden-Staates Bolivien.

## Lage im Nahraum
Die Stadt Llallagua ist zentraler Ort des Landkreises (bolivianisch: Municipio) Llallagua in der Provinz Rafael Bustillo und liegt auf einer Höhe von 3895 m sechs Kilometer nördlich der Provinzhauptstadt Uncía und dreihundert Kilometer südlich des bolivianischen Regierungssitzes La Paz. 

## Geographie
Llallagua liegt am Übergang des Hochlandes von Oruro in das Gebirge von Potosí. Die Stadt ist im Norden und Westen von Hochgebirgszügen der Cordillera Central begrenzt. Die Vegetation ist die der Puna, das Klima ein typisches Tageszeitenklima, bei dem die täglichen Temperaturschwankungen größer sind als die monatlichen Schwankungen.
Die  mittlere Jahresdurchschnittstemperatur liegt bei 9 °C, die Monatsdurchschnittswerte schwanken zwischen knapp 5 °C im Juni/Juli und 11 °C von November bis März (siehe Klimadiagramm Uncía). Der Jahresniederschlag beträgt 370 mm und fällt vor allem in den Sommermonaten, die aride Zeit mit Monatswerten von maximal 10 mm dauert von April bis Oktober.

## Verkehrsnetz
Llallagua liegt in einer Entfernung von 101 Straßenkilometern südöstlich von Oruro, der Hauptstadt des gleichnamigen Departamentos.
Von Oruro führt die asphaltierte Nationalstraße Ruta 1 in südlicher Richtung 22 Kilometer über Vinto nach Machacamarquita, acht Kilometer nördlich von Machacamarca gelegen. In Machacamarquita zweigt die Ruta 6 in südöstlicher Richtung ab und erreicht über Huanuni und über Passhöhen von mehr als 4.500 m nach 79 Kilometern die Stadt Llallagua. Von dort führt die Ruta 6 weitere 98 Kilometer über Uncía nach Macha. In Macha zweigt eine unbefestigte Landstraße in südwestlicher Richtung ab und führt nach 33 Kilometern bei Ventilla wieder zurück auf die Ruta 1. Von hier aus bis zur Departamento-Hauptstadt Potosí sind es noch einmal 109 Kilometer.

## Wirtschaft
Die Zinnbergwerke bei Llallagua gehörten zu den größten und reichsten Erzlagerstätten der Welt, hier gründete der Zinnbaron Simón I. Patiño sein Weltimperium, hier befand sich das größte Bergwerk Lateinamerikas. Nach dem Zusammenbruch des Zinnmarktes in den 1980er Jahren wurden die bolivianischen Bergwerke reprivatisiert und viele nach und nach geschlossen, auch hier in Llallagua und der Nachbarstadt Siglo XX. Heute leben in Siglo XX noch viele Mineros, die auf eigene Faust oder in kleinen Kooperativen in alten Bergwerken unter miserablen Sicherheitsbedingungen arbeiten oder die riesigen Abraumhalden nach Zinnresten durchsuchen.

## Bevölkerung
Die Einwohnerzahl der Stadt ist seit dem Rückgang der Zinnproduktion rückläufig, sie ist in den vergangenen beiden Jahrzehnten um etwa ein Viertel  zurückgegangen:
| Jahr | Einwohner | Quelle       |
| ---- | --------- | ------------ |
| 1976 | 23 361    | Volkszählung |
| 1992 | 23 305    | Volkszählung |
| 2001 | 20 065    | Volkszählung |
| 2012 | 25 166    | Volkszählung |
| 2024 |           | Volkszählung |

Die Lebenserwartung im Municipio Llallagua beträgt 58,2 Jahre, die Alphabetisierungsquote bei den über 15-Jährigen liegt bei 83 Prozent.